# Le Soir
Le Soir (Der Abend) ist eine 1887 gegründete belgische Tageszeitung in französischer Sprache. Ihre erste Ausgabe erschien am 17. Dezember 1887. Seit dem 15. November 2005 wird sie im Berliner Format, d. h. mit Seiten in einer Länge von 470 und einer Breite von 320 Millimeter wie bei der Berliner Zeitung, in Nivelles gedruckt.
Sie bietet fünf verschiedene Regionalteile an: Brüssel, Wallonisch-Brabant, Hennegau, Lüttich, Namur-Luxembourg.
Sie ist Gründungsmitglied der Leading European Newspaper Alliance (LENA), in der sie zurzeit mit den Tageszeitungen Die Welt, die italienische La Repubblica, El País aus Spanien, Le Figaro aus Frankreich, die Schweizer Titel Tages-Anzeiger und Tribune de Genève in der internationalen Berichterstattung redaktionell zusammenarbeitet und kooperiert.
Am 12. April 2015 wurde die Zeitung von Hackern so massiv angegriffen, dass der Internetauftritt der Zeitung stundenlang nicht erreichbar war. Die Angreifer konnten die Firewall überwinden, und um ein Übergreifen der Attacke zu verhindern, hatte Le Soir seine Internetseiten selbst deaktiviert. Das interne Computersystem konnte wiederhergestellt werden, und die Zeitung konnte am darauffolgenden Montag normal erscheinen. Wenige Tage zuvor war die Sendeabwicklung des französischsprachigen Fernsehsender TV5 Monde (Programm der öffentlich-rechtlichen Rundfunkanstalten der Länder Frankreich, Belgien, Schweiz und Kanada) lahmgelegt worden, und der Internetauftritt der Fernsehgruppe war mit islamistischer Propaganda bestückt worden. Wer für den Angriff auf Le Soir verantwortlich ist, konnte nicht geklärt werden.
Le Soir ist Mitglied der European Investigative Collaboration (EIC).